# Tuoba pallida
Tuoba pallida är en mångfotingart som beskrevs av Jones 1998. Tuoba pallida ingår i släktet Tuoba och familjen storjordkrypare. Inga underarter finns listade i Catalogue of Life.